# Кваньяма
Кваньяма та ошикваньяма — одна з регіональних мов Анголи і Намібії.
Являє собою стандартизований діалект мови ошивамбо. Існує взаєморозуміння між носіями кваньями і ндонга.